# Hồng Chương
Hồng Chương (1934 – 2021) là nam diễn viên kịch và truyền hình Việt Nam, ông được biết đến với các vai diễn người ông hay người cha hiền lành, phúc hậu.

## Sinh bình
Nghệ sĩ Hồng Chương nguyên danh Nguyễn Hồng Chương sinh năm 1934 tại tỉnh Sơn Tây, mà nay là ngoại thành Hà Nội. Ông là con thứ năm trong gia đình có sáu anh chị em quê gốc ở quận Hoàng Mai, thân phụ ông là một thầy đồ đã qua đời khi ông mới 3 tuổi, ông lên 5 tuổi thì mẹ cũng mất. Anh chị em ông được bà cô ruột nhận về nuôi, hơn 10 tuổi ông phải xin đi làm công quả để giúp gia đình. Ông học tại trường trung học Nguyễn Trãi. Năm 26 tuổi, ông làm công nhân đường sắt cho đến năm 30 tuổi, ông lên chức quản đốc. Năm 1960, trong một lần thi công ở Lào Cai, ông đọc báo thấy có thông báo tuyển sinh trung cấp kịch nói của Cao đẳng Sân khấu Điện ảnh. Ông nộp đơn rồi trúng tuyển.

## Sự nghiệp
Năm 1964, ông tốt nghiệp thuộc khóa đầu tiên, cùng với Thế Anh, Lâm Tới, Trà Giang và Văn Hiệp. Ông công tác tại Nhà hát kịch Việt Nam cho đến khi nghỉ hưu.
Ông là diễn viên gạo cội miền Bắc đóng nhiều vai phụ hơn vai chính trên cả sân khấu lẫn phim ảnh, trong đó có các bộ phim điện ảnh nổi tiếng như Chung một dòng sông, Vợ chồng A Phủ, Vĩ tuyến 17 ngày và đêm. Trong thời gian chiến tranh, Nhà hát kịch Việt Nam thành lập đội xung kích đi biểu diễn phục vụ bộ đội tại chiến trường Quảng Trị, ngoài công việc chuyên môn, nghệ sĩ Hồng Chương đảm nhiệm luôn cả việc cấp dưỡng, hậu cần, lương thực cho cả đoàn.

## Đời tư
Năm 1965, Hồng Chương theo đoàn về “chỉnh huấn” ở xã Lạc Đạo, huyện Văn Lâm, tỉnh Hưng Yên; tại đây ông phải lòng cô đội trưởng sản xuất thôn tên Trịnh Thị Mỹ. Không lâu sau họ kết hôn dù bà Mỹ kém ông 14 tuổi và bị nhiều bên cực lực phản đối, vợ chồng nghệ sĩ Hồng Chương có hai con trai. Ông sinh cư ở căn nhà cha mẹ để lại tại phố Gốc Đề quận Hoàng Mai.

## Qua đời
Năm 2021, nghệ sĩ Hồng Chương qua đời tại ngôi nhà tại ngõ Gốc Đề, quận Hoàng Mai, hưởng thọ 87 tuổi.

## Tác phẩm

### Điện ảnh
| Niên đại | Nhan đề                   | Vai trò      | Bạn diễn                                                    | Chú thích            |
| -------- | ------------------------- | ------------ | ----------------------------------------------------------- | -------------------- |
| 1959     | Chung một dòng sông       | Dân làng     | Phi Nga, Mạnh Linh, Song Kim, Thu An, Trịnh Thịnh, Huy Công |                      |
| 1961     | Vợ chồng A Phủ            | Dân làng     | Trần Phương, Đức Hoàn, Trịnh Thịnh,                         |                      |
| 1972     | Vĩ tuyến 17 - ngày và đêm | Dân làng     | Trà Giang, Lâm Tới, Phi Nga, Đoàn Dũng                      |                      |
| 2004     | Mê Thảo, thời vang bóng   | Lão bộc      | Đơn Dương, Dũng Nhi, Minh Trang, Thúy Nga                   |                      |
| 2018     | Người vợ ba               | Cụ Bá        | Trần Nữ Yên Khê, Lê Vũ Long, Như Quỳnh                      |                      |
| 2019     | Giữa bóng tối và tâm hồn  | Người ăn xin | Trần Nữ Yên Khê, Nguyễn Phương Trà My, Mai Thu Hương        | Đạo diễn Ash Mayfair |

### Truyền hình
| Niên đại | Nhan đề                    | Vai trò                      | Chú thích                |
| -------- | -------------------------- | ---------------------------- | ------------------------ |
| 1998     | Gió qua miền tối sáng      | Cụ Đa - lang y               | Phim dài tập             |
| 1998     | Ghen                       | Ông nhạc                     | Điện ảnh truyền hình     |
| 1999     | Lập nghiệp                 | Cụ hàng xóm                  | Phim ngắn tập            |
| 1999     | Ông bầu ca nhạc            | Cụ già                       | Điện ảnh truyền hình     |
| 1999     | Theo dấu bích đào          | Cụ già                       | Điện ảnh truyền hình     |
| 1999     | Công việc đặc biệt         | Cụ già                       | Điện ảnh truyền hình     |
| 2000     | Bức đại tự                 | Ông Tuy                      | Điện ảnh truyền hình     |
| 2000     | Truyện đã qua              | Trưởng họ Đào                | Phim ngắn tập            |
| 2000     | Đạo nhà                    |                              | Truyền hình Huế sản xuất |
| 2000     | Công ty co dãn mênh mông   |                              | Điện ảnh truyền hình     |
| 2000     | Giếng làng                 | Lão bá hộ                    | Điện ảnh truyền hình     |
| 2000     | Thiên đường của ông nội    | Ông Cần                      | Điện ảnh truyền hình     |
| 2000     | Ánh sáng trắng             | Ông Tất                      | Điện ảnh truyền hình     |
| 2001     | Ông nội... Ông nội         | Ông nội                      | Điện ảnh truyền hình     |
| 2001     | Chúng tôi ngày ấy          |                              | Điện ảnh truyền hình     |
| 2001     | Quả muộn                   | Ông phó Nhiễu                | Điện ảnh truyền hình     |
| 2002     | Nghỉ hè ra phố             |                              | Điện ảnh truyền hình     |
| 2002     | Viết tiếp trang gia phả    |                              | Điện ảnh truyền hình     |
| 2002     | Khỏa nước sông Quy         |                              | Phim ngắn tập            |
| 2002     | Bác Cả người sung sướng... | Trưởng họ Phạm               | Phim ngắn tập            |
| 2002     | Đất và người               | Cụ cố Vũ Đình Đại            | Phim dài tập             |
| 2003     | Về quê ăn Tết              |                              | Điện ảnh truyền hình     |
| 2003     | Chuyện xảy ra trước Tết    | Cụ Tự                        | Điện ảnh truyền hình     |
| 2003     | Đối mặt                    |                              | Phim ngắn tập            |
| 2003     | Khi đàn chim trở về        | Cụ Thuấn - thầy giáo hồi hưu | Phim dài tập (2 phần)    |
| 2004     | Khoảnh khắc giao mùa       |                              | Điện ảnh truyền hình     |
| 2004     | Đường đời                  | Bố Hải                       | Phim dài tập             |
| 2005     | Ban mai xanh               |                              | Phim dài tập             |
| 2005     | Hương đất                  |                              | Phim dài tập             |
| 2007     | Làng ven đô                |                              | Phim ngắn tập            |
| 2008     | Gió từ phố Hiến            |                              | Phim ngắn tập            |
| 2008     | Vòng nguyệt quế            | Bác trưởng họ                |                          |
| 2010     | Căn bệnh kỳ lạ             |                              | Điện ảnh truyền hình     |
| 2012     | Đàn trời                   | Xẩm Ky                       | Phim dài tập             |
| 2012     | Con mắt bão                | Ông Cùi                      | Phim dài tập             |
| 2012     | Hai phía chân trời         |                              | Phim dài tập             |
| 2013     | Trò đời                    | Cụ cố Hồng                   | Phim dài tập             |
| 2019     | Người giữ lửa              |                              | Phim dài tập             |